# Csasziv Jar
Csasziv Jar (ukránul: Ча́сів Яр) másképp Csaszov Jar (oroszː Часов Яр)  város Kelet-Ukrajnában, a Donyecki terület Bahmuti járásában. 2022-ig járási jelentőségű város volt.
2024-re nagyrészt megsemmisült az orosz tüzérségi támadások következtében.

## Demográfia

### Népességváltozás
| 2022 | 12 250 |
| 2023 | 1 000  |

### Etnikumok
A lakosság anyanyelve a 2001-es népszámlálás szerint :
| Etnikum  | Népesség | Százalékban |
| -------- | -------- | ----------- |
| ukrán    | 8 784    | 52,39 %     |
| orosz    | 7 817    | 46,62 %     |
| egyéb    | 166      | 0,99 %      |
| Összesen | 16 767   | 100,00 %    |

## Ipara
- Csasziv Jar-i Autóbuszgyár